# سطور
سُطُّور هو جنس طائر في فصيلة Paradoxornithidae. جسمة شبيه بالقرقف الكبير.

## الأنواع
يحتوي على الأنواع التالية: 
| صورة | اسم شائع           | الاسم العلمي       | توزع                                                    |
| ---- | ------------------ | ------------------ | ------------------------------------------------------- |
|      | Fulvous parrotbill | Suthora fulvifrons | نيبال وبوتان والصين                                     |
|      | سطور نيبالي        | Suthora nipalensis | بوتان والهند ولاوس ومِيَنمار ونيبال وتَيلَند والتبت وفِتنام. |
|      | Golden parrotbill  | Suthora verreauxi  | الصين ولاوس ومِيَنمار وتَيوان وفِتنام.                      |